# 荷蘭共和國
| 欧洲低地国家的历史                                                                        | 欧洲低地国家的历史                                                                        | 欧洲低地国家的历史                                                                        | 欧洲低地国家的历史                                                                        | 欧洲低地国家的历史                                                      | 欧洲低地国家的历史                                                      | 欧洲低地国家的历史                                                      | 欧洲低地国家的历史                                                      | 欧洲低地国家的历史                                                      |
| ----------------------------------------------------------------------------------------- | ----------------------------------------------------------------------------------------- | ----------------------------------------------------------------------------------------- | ----------------------------------------------------------------------------------------- | ----------------------------------------------------------------------- | ----------------------------------------------------------------------- | ----------------------------------------------------------------------- | ----------------------------------------------------------------------- | ----------------------------------------------------------------------- |
| 弗里斯人                                                                                  |                                                                                           |                                                                                           | 贝尔盖人                                                                                  | 贝尔盖人                                                                | 贝尔盖人                                                                | 贝尔盖人                                                                | 贝尔盖人                                                                | 贝尔盖人                                                                |
|                                                                                           | 卡纳内 菲特人                                                                             | 沙马维人、土班特人                                                                        | 沙马维人、土班特人                                                                        | 比利时高卢 （前55年–约公元5世纪） 下日耳曼尼亚 （公元83年–约公元5世纪） | 比利时高卢 （前55年–约公元5世纪） 下日耳曼尼亚 （公元83年–约公元5世纪） | 比利时高卢 （前55年–约公元5世纪） 下日耳曼尼亚 （公元83年–约公元5世纪） | 比利时高卢 （前55年–约公元5世纪） 下日耳曼尼亚 （公元83年–约公元5世纪） | 比利时高卢 （前55年–约公元5世纪） 下日耳曼尼亚 （公元83年–约公元5世纪） |
|                                                                                           | 卡纳内 菲特人                                                                             | 撒利法兰克人                                                                              |                                                                                           | 巴达维人                                                                | 巴达维人                                                                |                                                                         |                                                                         |                                                                         |
| （无人定居） （约4世纪–5世纪）                                                            | （无人定居） （约4世纪–5世纪）                                                            | 撒克逊人                                                                                  | 撒利法兰克人 （约4世纪–5世纪）                                                            | 撒利法兰克人 （约4世纪–5世纪）                                          | 撒利法兰克人 （约4世纪–5世纪）                                          |                                                                         |                                                                         |                                                                         |
| 帕拉瓦王朝 （约6世纪–734年）                                                              | 帕拉瓦王朝 （约6世纪–734年）                                                              |                                                                                           | 法兰克王国 （481年–843年）—加洛林帝国 （800–843年）                                       | 法兰克王国 （481年–843年）—加洛林帝国 （800–843年）                     | 法兰克王国 （481年–843年）—加洛林帝国 （800–843年）                     | 法兰克王国 （481年–843年）—加洛林帝国 （800–843年）                     | 法兰克王国 （481年–843年）—加洛林帝国 （800–843年）                     | 法兰克王国 （481年–843年）—加洛林帝国 （800–843年）                     |
| 帕拉瓦王朝 （约6世纪–734年）                                                              | 帕拉瓦王朝 （约6世纪–734年）                                                              | 奥斯特拉西亚 （511年–687年）                                                              |                                                                                           |                                                                         |                                                                         |                                                                         |                                                                         |                                                                         |
|                                                                                           |                                                                                           |                                                                                           |                                                                                           |                                                                         |                                                                         |                                                                         |                                                                         |                                                                         |
|                                                                                           |                                                                                           |                                                                                           |                                                                                           |                                                                         |                                                                         |                                                                         |                                                                         |                                                                         |
| 中法兰克王国 （843年–855年）                                                              | 中法兰克王国 （843年–855年）                                                              | 中法兰克王国 （843年–855年）                                                              | 中法兰克王国 （843年–855年）                                                              | 中法兰克王国 （843年–855年）                                            | 西 法兰克王国 （843年–）                                                |                                                                         |                                                                         |                                                                         |
| 洛泰尔王国 （855年–959年） 下洛塔林吉亚公国 （959年–）                                    |                                                                                           |                                                                                           |                                                                                           |                                                                         | 西 法兰克王国 （843年–）                                                |                                                                         |                                                                         |                                                                         |
| 弗里西亞                                                                                  |                                                                                           |                                                                                           |                                                                                           |                                                                         |                                                                         |                                                                         |                                                                         |                                                                         |
| 弗里西亚 自由时期 （11世纪–16 世纪)                                                       | 荷兰 伯国 （880年– 1432年）                                                               | 乌得勒支 主教区 （695年–1456年）                                                          | 布拉班特 公国 （1183年–1430年） 海尔德 公国 （1046年–1543年）                             | 布拉班特 公国 （1183年–1430年） 海尔德 公国 （1046年–1543年）           | 佛兰德 伯国 （862年– 1384年）                                           | 埃诺 伯国 （1071年– 1432年） 那慕尔 伯国 （981年– 1421年）              | 列日 主教区 （980年– 1794年）                                           | 卢森堡 公国 （1059年– 1443年）                                          |
|                                                                                           | 勃艮第属尼德兰 （1384年–1482年）                                                          |                                                                                           |                                                                                           |                                                                         |                                                                         |                                                                         |                                                                         |                                                                         |
|                                                                                           | 哈布斯堡尼德兰 （1482年–1795年） （1543年后称十七省）                                     |                                                                                           |                                                                                           |                                                                         |                                                                         |                                                                         |                                                                         |                                                                         |
| 尼德兰七省共和国 （1581年–1795年）                                                        | 尼德兰七省共和国 （1581年–1795年）                                                        | 尼德兰七省共和国 （1581年–1795年）                                                        | 尼德兰七省共和国 （1581年–1795年）                                                        | 西属尼德兰 （1556年–1714年）                                            | 西属尼德兰 （1556年–1714年）                                            | 西属尼德兰 （1556年–1714年）                                            |                                                                         |                                                                         |
|                                                                                           |                                                                                           |                                                                                           |                                                                                           | 奥属尼德兰 （1714年–1795年）                                            |                                                                         |                                                                         |                                                                         |                                                                         |
|                                                                                           |                                                                                           |                                                                                           |                                                                                           | 比利时合众国 （1790年）                                                 | 比利时合众国 （1790年）                                                 | 比利时合众国 （1790年）                                                 | 列日 共和国 （1789年– 1791年）                                          |                                                                         |
|                                                                                           |                                                                                           |                                                                                           |                                                                                           |                                                                         |                                                                         |                                                                         |                                                                         |                                                                         |
| 巴达维亚共和国 （法国傀儡国，1795年–1806年） 荷兰王国（法） （法国傀儡国，1806年–1810年） | 巴达维亚共和国 （法国傀儡国，1795年–1806年） 荷兰王国（法） （法国傀儡国，1806年–1810年） | 巴达维亚共和国 （法国傀儡国，1795年–1806年） 荷兰王国（法） （法国傀儡国，1806年–1810年） | 巴达维亚共和国 （法国傀儡国，1795年–1806年） 荷兰王国（法） （法国傀儡国，1806年–1810年） | 属法兰西第一共和国 （1795年–1804年） 属法兰西第一帝国 （1804年–1815年） | 属法兰西第一共和国 （1795年–1804年） 属法兰西第一帝国 （1804年–1815年） | 属法兰西第一共和国 （1795年–1804年） 属法兰西第一帝国 （1804年–1815年） | 属法兰西第一共和国 （1795年–1804年） 属法兰西第一帝国 （1804年–1815年） | 属法兰西第一共和国 （1795年–1804年） 属法兰西第一帝国 （1804年–1815年） |
|                                                                                           |                                                                                           |                                                                                           |                                                                                           |                                                                         |                                                                         |                                                                         |                                                                         |                                                                         |
| 联合尼德兰主权公国 (1813年–1815年)                                                        |                                                                                           |                                                                                           |                                                                                           |                                                                         |                                                                         |                                                                         |                                                                         |                                                                         |
| 荷蘭聯合王國 （1815年–1830年）                                                            | 荷蘭聯合王國 （1815年–1830年）                                                            | 荷蘭聯合王國 （1815年–1830年）                                                            | 荷蘭聯合王國 （1815年–1830年）                                                            | 荷蘭聯合王國 （1815年–1830年）                                          | 荷蘭聯合王國 （1815年–1830年）                                          | 荷蘭聯合王國 （1815年–1830年）                                          | 荷蘭聯合王國 （1815年–1830年）                                          | 卢森堡 大公国 (1815年–)                                                 |
| 荷兰王国 （1839年–今）                                                                    | 荷兰王国 （1839年–今）                                                                    | 荷兰王国 （1839年–今）                                                                    | 荷兰王国 （1839年–今）                                                                    | 比利时王国 （1830年–今）                                                | 比利时王国 （1830年–今）                                                | 比利时王国 （1830年–今）                                                | 比利时王国 （1830年–今）                                                | 卢森堡 大公国 (1815年–)                                                 |
|                                                                                           |                                                                                           |                                                                                           |                                                                                           |                                                                         |                                                                         |                                                                         |                                                                         | 卢森堡 大公国 （1890年–今） （完全独立）                                |

尼德蘭七省联合共和國（荷蘭語：De Republiek der Zeven Verenigde Nederlanden），通稱聯省共和國，史称荷蘭共和國，是1581年-1795年期間，在現在的荷蘭及比利時北部地區（佛兰德地區）所存在的一個國家，這段期間也是著名的“荷兰黄金时代”。其前身是1579年成立的烏特列支同盟。1794年9月，法國軍隊開始入侵荷蘭，荷蘭共和國滅亡。1795年1月，法蘭西第一共和國在荷蘭共和國的領土上建立了一個名為巴達維亞共和國的傀儡政權。
尼德蘭七省共和國是當時除了威尼斯共和國之外，另一個稱為「共和國」的國家，七省在脫離西班牙王國獨立後仍維持自治傳統，並由奧蘭治家族作為名義上的執政統治者，領導階層為貴族與各地商會所組成的聯省議會統治。

## 歷史
直到16世紀之前，低地國家－包含今日的荷蘭、比利時以及盧森堡，由神聖羅馬帝國之下的荷蘭公國統治。
大多數的低地國家被勃艮第以及哈布斯堡家族統治，公元1549年神聖羅馬帝國皇帝查理五世大舉擴張權力以保證獨裁統治，於是七省聯合起兵反抗統治而爆發革命，查理之子是為西班牙國王腓利普二世，延續其父高額稅率的政策以及中央集權的統治方式，終於八十年戰爭爆發。
公元1579年尼德蘭北部七大行省簽訂條約建立烏特勒支同盟，他們受到反西班牙勢力的軍隊支持，直到1581年尼德蘭和腓利普簽訂和約而獨立。翌年，七省邀請法國安茹公爵來領導他們，卻在公元1583年公爵奪取安特衛普失敗後離開尼德蘭，在次年七月十日奧倫治家族的沉默者威廉被暗殺後，法國亨利三世以及英格蘭伊麗莎白一世聯合進攻尼德蘭，然而在戰局未果之下，荷蘭和英國簽訂條約和解。
1648年共和國才正式承認和法國為和平狀態，然而1672年，法國對荷蘭展開大舉入侵，結束了荷蘭的黃金時代。法國大革命後，在1795年，拿破崙征服荷蘭建立起傀儡政權，新的共和國成立－巴達維亞共和國。
1813年荷蘭脫離法國拿破崙統治下再次獨立，在1814年英荷條約中，確立國號為「尼德蘭聯省共和國」以及「尼德蘭聯邦」，隔年共和國聯合奧屬尼德蘭（南尼德蘭）、盧森堡以及列日組成荷蘭王國，加強荷蘭的力量，為的是怕法國死灰復燃，隨後比利時就在法國的鼓動下獨立，而那時荷蘭在歐洲的本土大致就和今日的荷蘭差不多（再扣除盧森堡的面積）。

## 經濟
從經濟的角度聯省共和國往往都超乎預期，最大的成功因素可歸因於，其他國家不外乎是以神權統治或著是家族統治，這段期間也是著名的荷兰黄金时代，荷蘭在國際貿易的歷史上居於主導的地位，成為荷蘭殖民帝國（荷兰帝国）以及造出當時世界上最大的船艦，荷蘭也是當時世界上最富有以及都市化最高的地方。
自由貿易的精神讓荷蘭國力大增，進而邁向現代化的發展，甚至在低地國家出現股票市場，荷蘭擁有史上最古老的股票交易所，公元1602年荷屬東印度公司成立，最初成立於鹿特丹，之後股票交易所遷於阿姆斯特丹，當時銀行體系也在低地國家演變，他們和英國的註冊系統連接關係良好，無形之中卻刺激了英國經濟成長。
在公元1590-1712年荷蘭征服了葡萄牙在印度以及東方的大部分勢力範圍，繼承該國殖民地的資產。

## 政治

代表荷兰共和国的徽章

代表荷兰共和国的徽章

共和國時代荷蘭是屬於七省所組成的邦聯，可以說他們的政府是相互獨立，各省都有自己的議會制度，起初只是各地領主的協商會議，隨著之後城市經濟力量提升而要求派出代表，在宗教改革期間議會中教士的代表被城市代表所取代。一般而言每個省份設置單獨的宗教會議（澤蘭省除外）、議會代表、高等法院、五位海軍上將以及各省獨立的財政系統。各省大議長負責處理議事流程。
按照官方顺序，共和国的省份如下：
1. 海尔德公国
2. 荷兰伯国
3. 泽兰伯国
4. 乌德勒支领地
5. 上艾瑟尔领地
6. 弗里斯兰领地（英语：Lordship of Frisia）
7. 格罗宁根领地和奥默兰登（英语：Ommelanden）

事實上有八個省分——德倫特省也是一個省分，但是該地實在太過貧窮因而獲得免除向邦聯政府繳納稅款，所以可以推論他們是有國家議會是有代表的，平時每個省份自我管理，各省主要的自治首長（並非正式的政治領袖）即为省议会的主持人，稱做「大议长」。
在威斯特伐利亞和約簽訂後，聯省共和國的疆界大致確立，確立組成分子邦（Generaliteitslanden）統治的地位，分子邦大致上有以下幾個：布拉班特邦（今日的北布拉班特省）、弗蘭德邦（今日的澤蘭省－佛蘭德省）、林堡邦（今日馬斯垂克）、高蘭登邦（今日芬洛，在公元1715年成立）。
之後各省籌組聯省議會做為中央的機關，正式成為一個聯邦國家，議會會址設於海牙，每一個省在議會中都只有一票的投票權，主要議事項目有講和、條約、軍事以及稅收等事務，另外也負責共和國應該奉行的對外政策。而聯省的大議長除了負責會議的議事流程，也負責與各行政部門交流訊息，在共和國成立之初決定設立外交單位，但隨著時間的推移大議長成為反對派的領袖。另外議會也控制東印度公司（VOC）和西印度公司（WIC），凡是任何出航等相關事宜都需要各省的同意，當中荷蘭省以及澤蘭省的決定權限最大。
共和國中除了各省議會以及聯省議會還有第三個權力單位－執政。由於該職位並未明確規定其權力範圍，使的共和國事物變得更加複雜，執政原先是奉國王敕令派駐此地的行政長官，隨著各省不再對國王效忠後，執政一職的地位變得更加模糊，但因為各省議會的制度並不成熟，因此執政一職被保留用以處理政務，戰時还負責统一指揮軍隊。然而在如此權力不明的狀態下，執政的權力可以無限上綱，後來執政比大議長還要更有權力，经常作为共和国的实际最高领导人。（在无执政时代，则是大议长为国家元首）之後的議會為了避免大權旁落，有些省分共設一位執政而有些甚至不設置此一職務。理論上各省執政是由該省所屬的各級機關自由任命，但是在奧蘭治家族掌權之後，一切改觀，從威廉一世開始就幾乎總是被多數省選為執政，特別是澤蘭省、烏特勒支省和荷蘭省常會任命同一位執政。在共和派（即荷兰联省党）和奧蘭治派之間一直有相互較勁的鬥爭存在，有的權勢家族支持奧蘭治親王以及執政體系；有的權勢家族支持各省議會，並希望以「真正的共和體制」取代半世襲的執政體制。
而各個城市的管理由執政指派人選，市長、郡守、城市委員會委員等官員均由執政選任，通常執政會指派當地大家族的人選出任，久而久之城市的管理者也成為一個階級，他們甚至彼此通婚不讓外人加入管理體系，進而形成一個緊密的利益團體，而這些管理者家族被稱為「攝政」；1650年奧蘭治親王威廉二世過世後留下未成年的威廉三世，導致共和國內22年中沒有執政，各省議會趁機奪取執政的權力，而城市也趁機脫離省議會的控制以爭取自治，城市委員會委員由攝政選任成員。

### 憲政體制
之後的美國憲法深受荷蘭共和國的憲法所影響，依據誓絕法案也就是聯省共和國實質上的獨立宣言，跟之後美國的獨立宣言如出一轍。大議長處理國會議事程序、交流行政部門訊息以及處理外交事務的任務，正與美國副總統與國務卿的職責精神相符。儘管有諸多證據指出荷蘭共和國憲政影響美國開國元勛訂立的這些立國原則，然而這些理論卻並非普世認可。

## 軍事
在公元1639年，荷蘭在泊地海戰後取代西班牙帝國成為海軍霸權。1678年，荷蘭艦隊因在法荷战争中被法國海軍反覆打擊，被迫讓出海軍霸權地位給法國。
然而共和國卻遲到17世紀中葉才開始組建常備軍，為了進行普遍徵兵的工作必須先行人口普查，而上次進行普查卻是早在烏特列支同盟時，也因此常備軍從成立到17世紀都未建立，畢竟在當時僱傭兵顯得便宜又方便，而這些傭兵直接聽命於執政調遣，而中間管理的軍官大多出身於貴族，執政也擁有軍官的人事權，這些現象都導致執政遠比議會在軍隊受歡迎。
除了聯省會議的常備軍以外，共和國在各個城鎮還有志願民兵組成的武裝力量，負責城市的巡邏以及維持危機時的秩序，其成員出身於市民，自備武器，需介紹人與市民身份才能進入，當時入民兵團被視為有身份的象徵。

## 宗教
共和國成立後宗教事務的處理由聯省議會所決定。
公元1579年1月20日烏特列支同盟中決定荷蘭省以及澤蘭省的居民享有信仰自由，當時每個省或多或少都有宗教的問題，雖然聯盟表示人人都有宗教自由，沒有人會因其信仰而被起訴，奧蘭治家族的威廉一世之所以在政治上擁有強大的支持，很大一部份在於他相當支持宗教自由，他甚至希望舊教（天主教）和新教能夠團結成立一個新的教會。天主教的組織，很快就被各省解散，改成宗教改革後的归正宗。
由於對新教十分的友善，歐洲其他地區信奉新教的宗教難民湧入共和國內。  共和國最初的幾年因為喀爾文宗出現相當大的爭議，而爭議的主題是關於預選說教義，最出名的事件就是荷兰喀爾文宗于1618年发动政变，召开多特会议，而後喀爾文主義者实施对阿民念主义者的迫害和限制。
在共和國時代任何人想進入政府服務，就必須在荷兰教會宣示，當時天主教徒成了教會的敵人，在十七世紀的萊頓，倘若任命舊教信徒，則會被罰款一百荷蘭盾（相當一個商人一年的收入），這可以看出人身以及宗教仍然不是那麼的開放，
在18世纪初情勢有所改變，從原本或多或少的宗教迫害到國教政策，喀爾文宗以外的其他教派只能在暗中進行儀式，也沒有教堂可去禮拜。

## 衰落

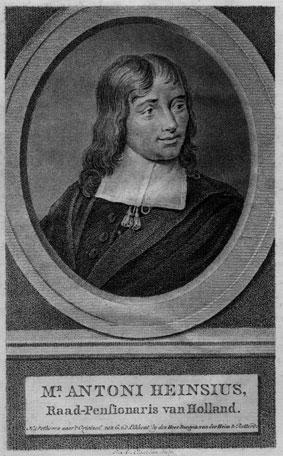
荷蘭黃金時代末期的大議長安東尼·海因斯。18世紀頭二十年的荷蘭領袖，是西班牙王位繼承戰爭的靈魂人物，任期內見證聯省共和國最後的輝煌與衰落

- 在荷蘭社會中兩大因素的相抗，一邊是共和派（Staatsgezinden）以及另一邊的支持奧蘭治家族的執政派，削弱了國家團結的力量，在17世纪中葉也就是「第一次无执政时期」（1650-1672年），大议长约翰·德·维特為首的共和派長期大權在握，一直到1672年「災難年」爆發（英法聯手欲消滅共和國），共和派政權垮台，德·维特也被暴民殺死（1672年8月）。緊接著，奧蘭治家族的威廉三世（1689年當上英王）出任執政，這代表經過二十二年的無執政期，奧蘭治家族終於重獲權力。當時他面對著法荷戰爭（同時發生了第三次英荷戰爭）的嚴峻情勢，最後他成功地擊退滅荷聯盟（法國、英國以及明斯特和科隆大主教都聯盟圍攻荷蘭）並光復荷蘭國土。
- 在1688年的光榮革命之後，英荷兩國聯合起來遏止法國擴張的戰爭。儘管1673年後的大規模戰爭都不是發生在荷蘭自己的領土上，然而共和國卻因此背負鉅額的債務。這意味著為了對抗法國的陸權，必須把主要開支花在維持龐大的陸軍，同時減少海軍的支出，削弱荷蘭對英國的海權競爭力。威廉三世於1702年過世後，「第二次无执政时期（英语：Second Stadtholderless Period）」（1702-1747年）開始，荷蘭人的愛國心日漸消退。當1713年西班牙王位繼承戰爭結束時，荷蘭為了降低財政負負擔而大幅裁撤海陸軍，更象徵荷蘭結束了她的軍事強權，蛻變為純粹的金融霸權。
- 17世紀三次的英荷戰爭以及各國重商主義的崛起，對荷蘭的船運以及商務都造成負面影響；18世紀激烈的貿易以及殖民競爭（特別是英國），直接導致了國家的經濟停滯，因此在1780-1784年的第四次英荷戰爭慘敗給英國。
- 1694年英格蘭銀行的成立，造成荷蘭和法國在1694-1713年相互競爭領土勢力時，荷蘭人的資金卻源源不絕流入倫敦。這是因為英國提供了避免戰禍的可靠保護，進而使歐洲的金融中心在18世紀後期易主：從荷蘭的阿姆斯特丹，轉移到英國的倫敦。當共和國在1795年被法國消滅時，荷蘭將近兩百年的金融霸權也同時消失了。

## 延伸閱讀
- Israël, J.I. The Dutch Republic: Its Rise, Greatness, and Fall 1477-1806 Oxford: Clarendon Press, 1995
- Reynolds, Clark G.  Navies in History.  Annapolis: Naval Institute Press, 1998
- Schama, Simon The Embarrassment of Riches: An Interpretation of Dutch Culture in the Golden Age. New York: Random House USA, 1988